# Comando marittimo autonomo ovest
Il Comando marittimo autonomo ovest è un edificio situato nel porto militare di Cagliari, considerevole esempio di architettura razionalista.
Non aperto al pubblico, la visione privilegiata è quella dal Molo Ichnusa o dal mare.

## Storia
Venne edificato tra il 1937 e il 1939 come sede del Comando della Regia Marina, all'interno di un vasto progetto volto alla costruzione di edifici nell'area del porto militare, lungo viale Cristoforo Colombo.

## Architettura
L'edificio è considerato dai critici tra i migliori esempi di architettura razionalista italiana, per via dell'equilibrio formale della facciata, caratterizzata da una parte centrale in travertino e da parti laterali, progressivamente più basse, rivestite in mattoni a vista.